# Sortgrøn brasenføde
Sortgrøn Brasenføde (Isoëtes lacustris) er en Ulvefodsplante, der gror som vandplante på sand- eller dyndbund i søer med klart vand. Plantens hunlige sporer er store og på omkring 0,6 millimeter i diameter. Arten kan ved første øjekast minde om et græs eller om andre vandplanter, f.eks. Strandbo.

## Beskrivelse
Sortgrøn Brasenføde er en flerårig vandplante, hvis knoldformede stængel danner et tæt, opret knippe af 8-15 cm lange, stive og linjeformede blade, der er mørkegrønne og gennemskinnelige med fire længdekanaler og tydelige tværvægge. Bladene er oftest lysere på det nederste stykke. Bladgrunden er stærkt udvidet og indeholder to forskellige slags sporehuse med henholdsvis talrige, mindre hanlige sporehuse (med mikroskopiske sporer) og færre, men større hunlige sporehuse med store sporer (0,6 mm i diameter), der har netagtige ribber.
Planten har ny bladvækst i foråret og efteråret.

## Voksested
Planten vokser i lavvandede, næringsfattige søer med sandet eller dyndet bund. Den foretrækker klart og let surt vand, hvor den oftest vokser på mere end 0,5 meters dybde.
Sortgrøn Brasenføde er udbredt i Nordeuropa fra Polen vestpå til Frankrig og De Britiske Øer samt i det østlige Nord-Amerika. I Danmark er den sjælden og kun kendt fra Jylland, hvor den er i tilbagegang. I det øvrige Skandinavien er den ret almindelig.